# Никко, Тоћиги
Никкō (日光市 Nikkō-ши, IPA: ) је град смештен у префектури Тоћиги, у Јапану. Од маја 2015, град је имао процењено становништво од 84.197 и густину насељености од 58,1 становника по км2. Укупна површина је 1.449,83 км 2 . То је популарно одредиште за јапанске и међународне туристе. Атракције укључују маузолеј шогуна Токугава Иеиасу ( Никко Тошогу ) и унука Иемитсу, као и светилиште Футарасан, које датира из 767. године. У близини се налазе и многа позната врела (онсен). Надморске висине се крећу од 200 до 2.000 м. Јапанска изрека "Никад не реци" кекко "док ниси видела Никко " - кекко што значи лепо, величанствено или "Задовољна сам" - одраз је лепоте и места у Никку.

## Географија
Никко покрива велико подручје (1.449,83 км²) руралног сјеверозападног Тоћигија, око 140   км северно од Токија и 35 км западно од Утсуномија, главног града префектуре Тоћиги . То је трећи по величини град (по областима) у Јапану, иза Такајама и Хамамацуа .
Река Ватарасе као и Кинугава река теку кроз овај град. Језеро Ћузенђи и Кегонски водопади се такође налазе у Никку, као и Никко ботаничка башта . Многобројне планине и слапови града учинили су га важним извором хидроелектране . Подручје је такође коришћено за ископавање бакра, алуминијума и бетона .
Време у Никку прилично је слично времену на северном острву Хокаидо, иако је Никко много ближи Токију него Хокаиду. Надморска висина Никка игра важну улогу у овој чињеници. Просечна температура Никка је око 7 °C (44 °F )  при чему најтоплији месеци достиже око 22 °C (72 °F)  и најхладније које досежу око −8 °C (17 °F).

## Клима
Никко има влажну континенталну климу ( Кепенова климатска класификација) са хладним, снежним зимама и претежно благим, врло влажним љетима. Никко је много хладнији од оближњих делова Хоншуја, јер се налази на надморској висини од 1298м.
| Клима Nikkō, Tochigi          | Клима Nikkō, Tochigi | Клима Nikkō, Tochigi | Клима Nikkō, Tochigi | Клима Nikkō, Tochigi | Клима Nikkō, Tochigi | Клима Nikkō, Tochigi | Клима Nikkō, Tochigi | Клима Nikkō, Tochigi | Клима Nikkō, Tochigi | Клима Nikkō, Tochigi | Клима Nikkō, Tochigi | Клима Nikkō, Tochigi | Клима Nikkō, Tochigi |
| Показатељ \ Месец             | .Јан.                | .Феб.                | .Мар.                | .Апр.                | .Мај.                | .Јун.                | .Јул.                | .Авг.                | .Сеп.                | .Окт.                | .Нов.                | .Дец.                | .Год.                |
| ----------------------------- | -------------------- | -------------------- | -------------------- | -------------------- | -------------------- | -------------------- | -------------------- | -------------------- | -------------------- | -------------------- | -------------------- | -------------------- | -------------------- |
| Максимум, °C (°F)             | −0,6 (30,9)          | −0,5 (31,1)          | 2,8 (37)             | 9,8 (49,6)           | 14,7 (58,5)          | 17,3 (63,1)          | 21,1 (70)            | 22,4 (72,3)          | 18,1 (64,6)          | 12,7 (54,9)          | 8,0 (46,4)           | 2,7 (36,9)           | 10,71 (51,28)        |
| Просек, °C (°F)               | −4,4 (24,1)          | −4,3 (24,3)          | −1,4 (29,5)          | 4,9 (40,8)           | 9,8 (49,6)           | 13,4 (56,1)          | 17,4 (63,3)          | 18,5 (65,3)          | 14,5 (58,1)          | 8,5 (47,3)           | 3,7 (38,7)           | −1,3 (29,7)          | 6,61 (43,9)          |
| Минимум, °C (°F)              | −8,4 (16,9)          | −8,2 (17,2)          | −5,7 (21,7)          | −0,1 (31,8)          | 4,7 (40,5)           | 9,7 (49,5)           | 14,0 (57,2)          | 15,1 (59,2)          | 11,2 (52,2)          | 4,5 (40,1)           | −0,4 (31,3)          | −5,2 (22,6)          | 2,6 (36,68)          |
| Количина падавина, mm (in)    | 47,9 (1,886)         | 68,2 (2,685)         | 94,4 (3,717)         | 151,5 (5,965)        | 167,1 (6,579)        | 245,3 (9,657)        | 249,8 (9,835)        | 382,2 (15,047)       | 336,6 (13,252)       | 184,3 (7,256)        | 101,9 (4,012)        | 45,4 (1,787)         | 2.074,6 (81,678)     |
| Количина снега, cm (in)       | 44 (17,3)            | 57 (22,4)            | 62 (24,4)            | 15 (5,9)             | 0 (0)                | 0 (0)                | 0 (0)                | 0 (0)                | 0 (0)                | 0 (0)                | 8 (3,1)              | 29 (11,4)            | 215 (84,5)           |
| Релативна влажност, %         | 65                   | 66                   | 67                   | 71                   | 74                   | 85                   | 87                   | 86                   | 86                   | 79                   | 71                   | 66                   | 75,3                 |
| Сунчани сати — месечни просек | 178,5                | 162,1                | 194,1                | 175,9                | 184,1                | 109,9                | 114,5                | 136,7                | 98,6                 | 134,1                | 155,0                | 174,7                | 1.818,2              |
| Извор: NOAA (1961–1990)       |                      |                      |                      |                      |                      |                      |                      |                      |                      |                      |                      |                      |                      |

## Историја
Шоудо Шоунин (勝道上人) основао је храм Ринно-ђи 766. године, а потом храм Ћузен-ђи 784. године. Око свих ових храмова развијало се село Никко. Светилиште Никко Тошо-гу-а довршено је 1617. године и постало је главно туристичко место посетилаца Тоћиги области током Едо периода. Познато је као место сахране познатог јапанског шогуна Токугава Иеиасу. За то време изграђени су бројни нови путеви који би омогућили лакши приступ Никку из околних региона.
Током Меиђи периода, град Никко се развио као планинско летовалиште и постао посебно популаран међу страним посетиоцима Јапана. Јапанска национална железница почиње сарадњу са Никко 1890. године са Никко линијом, затим Тобу железница 1929. са својом Никко линијом.
Никко је основан као град 1889. године (део округа Камицуга ). Статус града је додат 1954. године спајајући се са сусједним селом Окорогава.
20. марта 2006. године, Никко заузима стари град Имаићи, град Ашио (од Камицуга округа ), град Фуђихара, и села Куријама (оба из Шиоја округа ), да створи оно што је званично нов и проширен град Никко. Нова градска општина налази се код некадашње градске општине Имаићи.

## Храмови и светилишта
Храмови и светилишта Никка ( јапански : 日光 の 社 寺) је група од 103 зграде у живописном пејзажу Никка у префектури Тоћиги ( Хоншу ). Грађевине припадају будистичком храму ринно-ђи и двојема шинтоистичким светилиштима, Футарасану и Тошогу . Од тога, 9 зграда имају статус националног блага, а остале 94 имају споменике културе.
Заједно са својим природним окружењем, вековима су била света места, позната по својим архитектонским и декоративним ремек-делима, уско повезана са периодом Токугава шогуната у историји Јапана . Зато су светилишта и храмови Никка 1999. године уписана у УНЕСКО-ов попис светских културних баштина у Азији  .

## Околне општине
- Тоћиги Префектуре
  - Уцуномија
  - Канума
  - Насушиобара
  - Шиоја
- Гунма Префектура
  - Нумата
  - Мидори
  - Каташина
- Фукушима Префектура
  - Минамиаизу
  - Хиноемата